# Johan Jepsen Ravensberg
Johan Jepsen Ravensberg (død april 1512) var biskop i Roskilde Domkirke.
Han var søn af lensmanden Jep Jensen Ravensberg. Efter Skibbykrønikens beretning studerede han i sin ungdom i Køln (der immatrikuleredes en Johannes Jacobi de Dacia ved denne bys universitet 1471) og indgik under sit ophold her et formelt ægteskab med en usædelig kvinde; hans hovmester rejste derpå hjem med ham, men kvinden fulgte efter, så Johan Jepsens far måtte betale en stor sum penge for at få hende til at vende tilbage til Køln. Der er dog intet, som tyder på, at denne hændelse har været nogen hindring for Johan Jepsens gejstlige løbebane. I 1480 betegnes han blot som, hr. Johan præst på Kyndbyholm og 1483 som hr. Johan Jepsen i Kyndbygård, begge dele efter hans forældres ejendom i Horns Herred på Sjælland, hvor han altså da må antages at have haft ophold.
I 1484 var han derimod sognepræst i Thoreby på Lolland, og 1485 kaldes han kannik i Roskilde og 1486 provst i Dalby, hvilken sidste stilling han beklædte endnu 1495 og vistnok også ved sin udnævnelse til biskop. Han forekommer som kongens kansler i årene 1486-1493; i denne egenskab blev han tillige medlem af rigsrådet, ligesom han bl.a. anvendtes som sendebud til England og Skotland 1492. 1489 nævnes han som ærkedegn i Aarhus, hvad han var 1496 og måske lige til 1499, og 1496 blev han ved kong Hans' præsentation domprovst i Lund, en værdighed, som han, så vidt det kan ses, beholdt indtil sit valg til biskop.
Da roskildebispen Niels Skave døde i slutningen af år 1500, valgtes Johan Jepsen samme år til hans efterfølger. Den nye bisp var 1502 tillige med flere andre danske i Norge for at yde Henrik Krummedige hjælp til at bekæmpe Knud Alfsens oprør; han stod åbenbart ikke hele tiden på den bedste fod med Henrik Krummedige, men drabet på Knud Alfsen synes han at have billiget, og Skibbykrønniken stiller Johan Jepsen og Henrik Krummedige ganske jævnsides som ophavsmænd til drabet. Den nævnte krønike, der jo rigtignok ofte er alt andet end upartisk, er i det hele bispen en streng dommer; den beskylder ham ligeledes for at have været en personlig fjende af rigshofmesteren Poul Laxmand og for at have tilskyndet dennes drabsmænd til at rydde ham af vejen. Når den tillige siger, at Johan Jepsen døde i stor fattigdom på grund af sin ødselhed, omtales dette også andensteds, endda med tilføjelse af, at han "holdt stor pral med sangere, legere og anden forfængelighed, mere end konning hans"; men samtidig roses rigtignok stærkt hans godgørenhed mod fattige.
I flere år plagedes Johan Jepsen af sygdom, en tid lang dog ikke i højere grad, end at han i sin egenskab af rigsråd kan findes ret hyppig omtalt, fx ved forhandlinger med hansestæderne (bl.a. på Freden i Nykøbing i 1507) og med Sverige. Men i begyndelsen af år 1512 følte han sig så svag, at han 18. februar nedlagde sit embede i pavens hånd, efter aftale med Kong Hans til fordel for Lage Jørgensen Urne, den udvalgte konges kansler. Den afgående bisp forbeholdt sig for livstid besiddelsen af Hjortholm samt bispestolens indtægter af Rygen med mere gods; men længe kom han ikke til at nyde godt heraf, idet han døde på Hjortholm allerede i april 1512.